# キソプ
キソプ （기섭、本名;イギソプ、1991年1月17日 - ）は、韓国の歌手、俳優。男性アイドルグループ・U-KISSのメンバー。本名はイ・キソプ (이기섭)。身長 181cm、体重 64kg、血液型A型。グループではサブ・ボーカル担当。

## 来歴
- 2009年11月、U-KISSの新メンバーとして加入。
- 2018年7月4日、フンとのユニット・KISEOP&HOON(from U-KISS)として日本シングル「Train/Milk Tea」をリリースした。
- 2019年5月をもってNHメディアとの契約満了によりU-KISSから脱退。
- 2021年4月30日、プラットフォーム「FeelStage」を通じてデジタル写真集を発売[1]。
- 2022年1月28日、スヒョン、フンと共にtango musicとの専属契約締結し、U-KISSとして再始動することを発表[2]。

## 出演

### テレビ番組
| Year | Title                      | Role                      | Language        |
| ---- | -------------------------- | ------------------------- | --------------- |
| 2010 | Real School                | Student                   | Korean, English |
| 2011 | KPOP The Ultimate Audition | senior idol group (cameo) | Korean          |

- イケメン時代2 （2009-2010）

### 映画
- Mr. Idol (2011年)

### ミュージカル
- 2013: Summer Snow (ケビン, SOOHYUN & キソプ)
- 2013: Goong (Kiseop & Hoon)
- 2014: Goong (Soohyun, Kiseop, Hoon & Kevin)
- 2016: Cafein